# Zuzo Moussawer
Zuzo Moussawer é um baixista, produtor musical e professor de música líbano-brasileiro radicado em Santos.
Em 2005, Zuzo foi finalista do International Solo Bass Competition, realizado na Carolina do Sul, nos Estados Unidos, ficando em segundo lugar, atrás apenas de Jeff Schmidt.
Seu trabalho como professor tornar-se-ia notório por ele ter dado aulas ao baixista Champignon.

## Carreira
Em 1986, entrou para a banda de blues rock Druidas. Em 1987, entrou na banda de rock instrumental Mr. Green, onde permaneceu por cinco anos e gravou um álbum em 1990. Neste mesmo período participava de gravações de jingles, tocava em casas noturnas de Santos e gravava com diversos cantores nacionais, entre eles Eduardo Dussek.
Em 1994, formou a banda Santa Claus, extinta um ano depois, e a partir daí dedicou-se á sua carreira solo.
Em 1997, lançou seu primeiro álbum, Express, voltado para o rock, com participações de Eduardo Ardanuy, Kiko Loureiro, Frank Solari, entre outros.
Em 2000, lançou seu segundo álbum: Raízes x Influências. Neste álbum, o músico faz a interação da música brasileira e árabe com o funk, blues, jazz e country.
Em 2005, o terceiro CD, intitulado Prato de Casa, com uma mistura de standards de jazz e música brasileira.
Em 2009, formou-se pela renomada Berklee College of Music, em composição de trilhas cinematográficas.
Em 2011, lançou o álbum Organic Urban World.
Em 2018, fez a interação de ritmos brasileiros (samba, afoxé, maracatu e baião) com funk, soul, blues, country e a música árabe no álbum Groove de Câmera.

## Discografia
Solo
- Express (1997)[11]
- Raízes x Influências (2000)
- Prato de Casa (2005)
- Zuzo Moussawer Ao Vivo (2008)[10]
- Organic Urban World (2011)[13]
- Em Casa (DVD) (2015)[15]
- Groove de Câmara[14] (creditado como "Zuzo Moussawer Quarteto") (2018)
- Canais Musicais (creditado como "Zuzo Moussawer Quarteto") (2023)

com a banda Mr. Green
- Mr. Green (1994)

### Videoaulas
- Slap & Two-hands Rock (selo Aprenda Música) (1995)

## Prêmios e Indicações
| Ano  | Prêmio                                       | Categoria          | Trabalho Indicado                | Resulatdo | Ref.   |
| ---- | -------------------------------------------- | ------------------ | -------------------------------- | --------- | ------ |
| 2005 | Prêmio Festival Santista de Curtas Metragens | Melhor Performance | Trilha sonora do curta As Raízes | Venceu    | [ 16 ] |